# The Public Enemy
The Public Enemy és una pel·lícula de l'any 1931 dirigida per William A. Wellman i protagonitzada per James Cagney i Jean Harlow.

## Argument
El 1910, els adolescents Tom Powers (James Cagney) i Matt Doyle (Edward Woods) cometen petits furts als barris baixos de Chicago. Cinc anys després, els dos amics participen en un robatori de pells. Però el cop surt malament i un policia mor. En el decurs de la Primera Guerra Mundial, Tom i Matt prossegueixen la seua ascendent carrera delictiva. Acabada la guerra, s'estableix la llei seca i, llavors, s'associen amb Paddy Ryan (Robert Emmett O'Connor) per a la venda clandestina d'alcohol. No trigarà a esclatar la violència entre bandes mafioses, la qual cosa farà que s'aboque molta sang.

## Context històric i artístic
El cinema pot ésser un entenedor reflex de la societat coetània, però, de vegades, és la gent la que imita els personatges de les pel·lícules. S'ha dit que aquest vigorós clàssic del cinema negre (on es desenllaça l'ascendent carrera delictiva d'uns ínfims lladregots) va contribuir com cap altre en l'augment del crim urbà a les grans ciutats nord-americanes. Apuntada la teoria, cal afegir que la pel·lícula es presenta entre ràfegues de metralleta i plans de tipus durs desplomant-se damunt les voreres, i que la seua trama molt bé podria haver sorgit de les pàgines d'uns diaris en els quals es feia puntual seguiment de les activitats criminals de John Dillinger, Al Capone o Bonnie Parker.
És aquest un cru, incisiu i violent drama policial en què per primer cop en el cinema s'assenyalen els possibles fonaments socials del delicte i que, a més, compta amb un protagonista difícil d'oblidar: James Cagney, un dels més emblemàtics gàngsters cinematogràfics de tots els temps. Inspirant-se en el pistoler de Chicago Dean O'Banion, Cagney basteix un personatge arrauxat i magnètic. Amb una ronca i altiva caracterització de l'immoral personatge, l'actor aconseguiria seduir el públic fins al punt de veure aclamades i mitificades algunes de les seues gestes criminals.
Realitzada amb pols hipertens per William A. Wellman i admirablement fotografiada per Devereaux Jennings, el film sobresurt per les seues poderoses imatges realistes. En l'exemplaritzadora darrera seqüència es determina que el criminal ha d'ésser ajusticiat, mentre que en un darrer cartell, la productora Warner Bros. commina els espectadors a ésser estrictes i resolutius davant la delinqüència. Juntament amb Little Caesar (Mervyn LeRoy, 1931) i Scarface (Howard Hawks, 1932), aquest fou un dels títols antològics i definitoris del cinema de gàngsters dels primers anys trenta. A més, cal destacar-hi el paper important de la rossa platí Jean Harlow i la presència d'algunes altres vampiresses de l'època.

## Curiositats
- Edward Woods fou contractat inicialment per al paper de Tom Powers i James Cagney per al de Matt Doyle. No obstant això, una vegada que el director, William A. Wellman, els va veure actuar durant els assajos, va decidir que serien més creïbles en els papers pels quals els coneixem actualment.[4]
- En el guió original, James Cagney havia de llençar una truita d'ous a la boca de Mae Clarke i no pas una aranja a la seua cara.[5]

## Premis
- 1931: Oscar al millor guió (John Bright, Kubec Glasmon).